# Матюнин, Алексей Валерьевич
Алексей Валерьевич Матюнин (род. 16 марта 1982, Москва) — российский футбольный судья категории ФИФА.

## Биография
Родился 16 марта 1982 года в Москве.
Сын советского и российского футболиста и судьи Валерия Матюнина и старший брат футболиста и судьи Максима Матюнина. С 2004 работает главным судьёй в профессиональных соревнованиях. 14 апреля 2013 дебютировал в премьер-лиге на матче «Рубин» — «Ростов» (1:1). По состоянию на 7 апреля 2018 провёл в качестве главного арбитра 48 матчей премьер-лиги.

## Скандалы
12 июня 2005 года Алексей Матюнин в Иванове работал на матче второго дивизиона «Текстильщик-Телеком» — «Арсенал» (Тула). В нём он не засчитал три гола хозяев и удалил в их составе нападающего Яна Семака. Решения арбитра вывели из себя вице-президента ивановцев и по совместительству главу города Александра Грошева. После финального свистка он пробрался ко входу в раздевалку и, дождавшись Матюнина, попытался избить рефери.
После матча второго дивизиона «Сатурн-2» — «Волга» Тверь, прошедшего 3 июня 2011 года, Матюнин был обвинён в нецензурной брани и высказываниях националистического характера в адрес игрока «Волги» Альберта Гаджибекова. Через месяц Матюнин на заседании Комитета по этике РФС был отстранён от судейства на год, но 25 июля и 16 августа апелляционный комитет РФС дважды отменял решение о дисквалификации.
2 апреля 2012 года в нечестности арбитра обвинял главный тренер брянского «Динамо» Валерий Петраков.
В союзное время такому судье не то что первую лигу, КФК не доверили бы судить. Третий мяч — трехметровый офсайд. Удаление — как может человек стоять спиной и ударить игрока? Это просто сумасшествие! Если мы не разберемся, будет очень печальный исход. Для чего тогда готовиться, тренироваться? Можно все решить через судейские темы. Мы приложим максимум усилий, чтобы Матюнин как можно быстрее закончил судить.

В ноябре 2014 года в оскорблении на расовой почве Матюнина обвинил игрок «Зенита» Халк. В декабре Матюнин прошёл проверку на детекторе лжи. В феврале 2015 председатель комитета по этике РФС Владимир Лукин заявил, что прямых доказательств оскорблений по расовому признаку Халка со стороны Матюнина нет.
24 апреля 2022 года в матче «Химок» и «Крыльев Советов» Матюнин удалил двоих игроков гостей и назначил в их ворота пенальти. Сомнительные решения арбитра вызвали вопросы у главы РФС Ашота Хачатурянца, Матюнин был отстранён от судейства до окончания разбирательств. На основании данных журналиста «РБ Спорт» судья провалил проверку на полиграфе.